# Eustrotia inveterata
Eustrotia inveterata là một loài bướm đêm trong họ Noctuidae.